# Mereka Bilang, Saya Monyet!
Mereka Bilang, Saya Monyet! (conocida también por su título en otros países como They Say I'm a Monkey!) es una película dirigida por el indonesio Djenar Maesa Ayu, protagonizada por Titi Rajo Bintang, Henidar Amroe y Ray Sahetapi, y estrenada en 2008. Su trama, adaptada de dos relatos cortos de Ayu de su antología del mismo nombre, aborda las vivencias de Adjeng, una joven que fue abusada sexualmente cuando era niña por el novio de su madre. Su filmación se completó tan solo en 18 días, aunque su desarrollo duró varios años. Se convirtió en la primera película digital estrenada en cines de Indonesia, y tuvo un bajo presupuesto de 620 millones IDR (aproximadamente 69 000 USD). Su reparto estuvo conformado por jóvenes y aficionados, así como por actores ya consolidados en el cine indonesio que aparecen brevemente en algunas escenas.
Se le ha descrito como una obra “anti-Sjuman” debido a la disparidad entre los estilos de dirección de Ayu y el de su padre, Sjumandjaja, que tendía más al realismo social. Pese a no haber tenido éxito en taquilla, tuvo buenas críticas. Ganó cinco premios nacionales y fue proyectada en varios festivales de cine internacionales. Dos publicaciones indonesias, Tempo y The Jakarta Post, la eligieron como una de las mejores películas de 2008.